# Ропек, Рудольф
Рудольф Ропек (чеш. Rudolf Ropek, 4 октября 1970, Чехословакия) — чешский ориентировщик, призёр чемпионата мира по спортивному ориентированию.

Высшим достижением в спортивной карьере Рудольфа Ропека является серебро в спринте на чемпионате мира 2003 года, проходившем в Швейцарии.
В составе эстафетной команды становился призёром чемпионатов мира и Европы в эстафете.
Обладатель золота чемпионата мира среди военнослужащих 1997 года.
Работал в качестве комментатора на чешском телевидении во время проведения чемпионата мира 2008 года, проходившем в чешском городе Оломоуц.
Увлекается фотографией и видеосъемкой.